# Miostatyna
Miostatyna (GDF-8, z ang growth differentiation factor 8) – białko odpowiedzialne w organizmie za ograniczenie rozwoju mięśni. 
W momencie wyłączenia genu odpowiedzialnego za jej produkcję, mięśnie zaczynają przyrastać znacznie intensywniej. Mutacja ta zwana jest tzw. "podwójnym umięśnieniem" i stosowana jest głównie przez hodowców w celu uzyskania nowych ras krów (np. Belgian Blue), świń (np. Black Exotic) oraz psów.
Wśród ludzi także występują przypadki delecji miostatyny i takie osoby są zwykle nienormalnie umięśnione już we wczesnym dzieciństwie.